# 杰索尔县
杰索尔（Jessore District）为孟加拉国库尔纳专区辖县，属西部边境县份；置县于1781年。县境北与切尼达、马古拉县接壤，东与诺拉尔]毗连，东南与库尔纳县交界，西南与萨德基拉县为邻，西连印度西孟加拉邦。全境年平均温度11.2°C至37.1°C，降雨量1,537毫米。县域总面积2,578.20公里²，总人口2,440,693人（1991）。全县共分置8乡（Upazila），政府驻杰索尔镇。